# マディソン郡 (ミシシッピ州)
マディソン郡（英: Madison County）は、アメリカ合衆国ミシシッピ州の中央部に位置する郡である。人口は10万9145人（2020年）。郡庁所在地はカントンであり、同郡で人口最大の都市はマディソンである。郡名は第4代アメリカ合衆国大統領ジェームズ・マディソンに因んで名付けられた。
マディソン郡はジャクソン都市圏に属している。

## 地理
アメリカ合衆国国勢調査局に拠れば、郡域全面積は741.97平方マイル (1,921.7 km2)であり、このうち陸地717.11平方マイル (1,857.3 km2)、水域は24.86平方マイル (64.4 km2)で水域率は3.35%である。郡の南東境界はパール川の古い流路となっていた。パール川は現在ダムで堰き止められ、広さ33,000エーカー (130 km2) のロス・バーネット貯水池になっている。

### 主要高規格道路
- 州間高速道路55号線
- アメリカ国道49号線
- アメリカ国道51号線
- ミシシッピ州道16号線
- ミシシッピ州道17号線
- ミシシッピ州道22号線
- ミシシッピ州道43号線
- ナチェズ・トレイス・パークウェイ

### 隣接する郡
- アタラ郡 - 北
- リーク郡 - 東
- スコット郡 - 南東
- ランキン郡 - 南
- ハインズ郡 - 南西
- ヤズー郡 - 西

### 国立保護地域
- ナチェズ・トレイス・パークウェイ（部分）

## 人口動態
以下は2000年国勢調査による人口統計データである。
| 基礎データ - 人口: 74,674人 - 世帯数: 27,219 世帯 - 家族数: 19,325 家族 - 人口密度: 40人/km2（104人/mi2） - 住居数: 28,781軒 - 住居密度: 16軒/km2（40軒/mi2） 人種別人口構成 - 白人: 60.29% - アフリカン・アメリカン: 37.48% - ネイティブ・アメリカン: 0.11% - アジア人: 1.30% - 太平洋諸島系: 0.02% - その他の人種: 0.27% - 混血: 0.53% - ヒスパニック・ラテン系: 0.99% 年齢別人口構成 - 18歳未満: 28.6% - 18-24歳: 8.9% - 25-44歳: 32.4% - 45-64歳: 20.3% - 65歳以上: 9.7% - 年齢の中央値: 33歳 - 性比（女性100人あたり男性の人口） - 総人口: 90.2 - 18歳以上: 86.2 | 世帯と家族（対世帯数） - 18歳未満の子供がいる: 37.4% - 結婚・同居している夫婦: 51.9% - 未婚・離婚・死別女性が世帯主: 15.6% - 非家族世帯: 29.0% - 単身世帯: 25.0% - 65歳以上の老人1人暮らし: 6.7% - 平均構成人数 - 世帯: 2.67人 - 家族: 3.23人 収入と家計 - 収入の中央値 - 世帯: 46,970米ドル - 家族: 58,172米ドル - 性別 - 男性: 41,460米ドル - 女性: 29,170米ドル - 人口1人あたり収入: 23,469米ドル（州内第1位） - 貧困線以下 - 対人口: 14.0% - 対家族数: 10.6% - 18歳未満: 21.3% - 65歳以上: 13.2% |

## 都市と町

### 都市
- カントン - 郡庁所在地
- ジャクソン（大半はハインズ郡、小部分がランキン郡）
- マディソン
- リッジランド

### 町
- フローラ

### 未編入の町
- カムデン
- グルックシュタット
- カーニーパーク
- シャロン
- ファームヘイブン